# Claudio Giovanella
Claudio Giovanella (sinh ngày 5 tháng 12 năm 1970) là một cầu thủ bóng đá người Brasil.

## Sự nghiệp câu lạc bộ
Claudio Giovanella đã từng chơi cho Gamba Osaka.